# Миссис Хендерсон представляет
«Миссис Хендерсон представляет» (англ. Mrs Henderson Presents, 2005) — британский кинофильм режиссёра Стивена Фрирса, номинированный на премии «Оскар», «Золотой Глобус» и «BAFTA». Фильм об исторической фигуре — Лоре Хендерсон (Джуди Денч).

## Сюжет
Накануне Второй мировой войны богатая скучающая вдова Лора Хендерсон (Джуди Денч), вняв советам подруг завести себе хобби, неожиданно решает купить заброшенное театральное здание. Стареющая леди, сумевшая найти общий язык со своенравным и властным театральным менеджером Вивианом Ван Даммом (Боб Хоскинс), находит в себе смелость воспроизвести в чопорном, ханжески благопристойном Лондоне жизнерадостный дух парижского «Мулен-Ружа».
Начинается война, на город падают немецкие бомбы, выскочив на секунду на свежий воздух, погибает под обломками рухнувшего соседнего здания прима труппы, Морин (Келли Райлли), лорд-камергер пытается закрыть театр, опасно собирающий в одном месте слишком много публики — но солдаты, отправляющиеся на фронт, нуждаются в том, чтобы им напоминали, ради кого они воюют, ради чего стоит жить.

## В ролях
| Актёр          | Роль            |
| -------------- | --------------- |
| Джуди Денч     | Лора Хендерсон  |
| Боб Хоскинс    | Вивиан Ван Дамм |
| Тельма Барлоу  | Леди Коноуэй    |
| Кристофер Гест | Лорд Кромер     |
| Келли Райлли   | Морин           |
| Томас Аллен    | Эрик (певец)    |

## Съёмочная группа и производство
- Режиссёр: Стивен Фрирс
- Сценарист: Мартин Шерман по идее Дэвида и Кэти Роуз
- Продюсер: Норма Хейман (Norma Heyman)
- Оператор: Эндрю Данн[англ.]
- Композитор: Джордж Фентон (George Fenton)
- Монтаж: Лючия Зуккетти (Lucia Zucchetti)
- Подбор актёров: Лео Дэвис (Leo Davis)
- Художник-постановщик: Хьюго Луцис-Выховски (Hugo Luczyc-Wyhowski)
- Художник по костюмам: Сэнди Пауэлл

Производство «Pathé Pictures» и «BBC Films» совместно с «Future Films Ltd.», «Micro Fusion», «The Weinstein Company» и UK Film Council.

## Награды и номинации
| Премия                              | Категория                                | Номинант      | Результат |
| ----------------------------------- | ---------------------------------------- | ------------- | --------- |
| «Оскар»                             | Лучшая женская роль                      | Джуди Денч    | Номинация |
| «Оскар»                             | Лучший дизайн костюмов                   | Сэнди Пауэлл  | Номинация |
| «Золотой глобус»                    | Лучший фильм — комедия или мюзикл        |               | Номинация |
| «Золотой глобус»                    | Лучшая женская роль — комедия или мюзикл | Джуди Денч    | Номинация |
| «Золотой глобус»                    | Лучшая мужская роль второго плана        | Боб Хоскинс   | Номинация |
| BAFTA                               | Лучшая женская роль                      | Джуди Денч    | Номинация |
| BAFTA                               | Лучший оригинальный сценарий             | Мартин Шерман | Номинация |
| BAFTA                               | Лучшая музыка к фильму                   | Джордж Фентон | Номинация |
| BAFTA                               | Лучший дизайн костюмов                   | Сэнди Пауэлл  | Номинация |
| «Выбор критиков»                    | Лучшая комедия                           |               | Номинация |
| «Выбор критиков»                    | Лучшая женская роль                      | Джуди Денч    | Номинация |
| «Спутник»                           | Лучшая женская роль — комедия или мюзикл | Джуди Денч    | Номинация |
| «Давид ди Донателло»                | Лучший европейский фильм                 | Стивен Фрирз  | Номинация |
| Национальный совет кинокритиков США | Лучший актёрский состав                  |               | Победа    |
| Премия Гильдии киноактёров США      | Лучшая женская роль                      | Джуди Денч    | Номинация |

Всего фильм получил 4 премии и 26 номинаций.